# Astragalus hareftae
Astragalus hareftae es una especie de planta del género Astragalus, de la familia de las leguminosas, orden Fabales.

## Distribución
Astragalus hareftae se distribuye por Turquía.

## Taxonomía
Fue descrita científicamente por (Náb.) Sirj. Fue publicada en Spisy Přír. Fak. Masarykovy Univ. 272: 3, cum descr. ampl. (1939).